# Strzelanina w Darwin
Strzelanina w Darwin – strzelanina, do której doszło 4 czerwca 2019 w Darwin. Zginęły w niej 4 osoby, a jedna została ranna.

## Przebieg
Uzbrojony w broń palną sprawca wszedł do hotelu Palms Motel w dzielnicy Woolner w Darwin, po czym zaglądał do pokojów i strzelał do znajdujących się w nich osób. Łącznie miał oddać około 20 strzałów. W wyniku strzelaniny w hotelu zginął jeden mężczyzna, a jedna z kobiet, trafiona trzykrotnie w nogi, została ranna. Następnie sprawca odjechał z miejsca zdarzenia samochodem dostawczym w kierunku miasta, gdzie zabił kolejnych trzech mężczyzn. 

## Sprawca
Sprawcą był 45-letni mężczyzna, który w styczniu 2019 został warunkowo zwolniony z więzienia. Nosił na sobie elektroniczną bransoletkę monitorującą jego lokalizację. Po strzelaninie skontaktował się z policją i podał swoją lokalizację. Podczas próby aresztowania przez policjantów został ranny i trafił do szpitala.